# 레도 로드
| 싱브위양 | 103 |
| 와라집   | 189 |
| 밋지나   | 268 |
| 바모     | 372 |
| 완팅     | 507 |

| 룽링                    | 560 |
| 파오산                  | 652 |
| 융핑                    | 755 |
| Yunnanyi Airport (WWII) | 876 |
| 추이융                  | 959 |

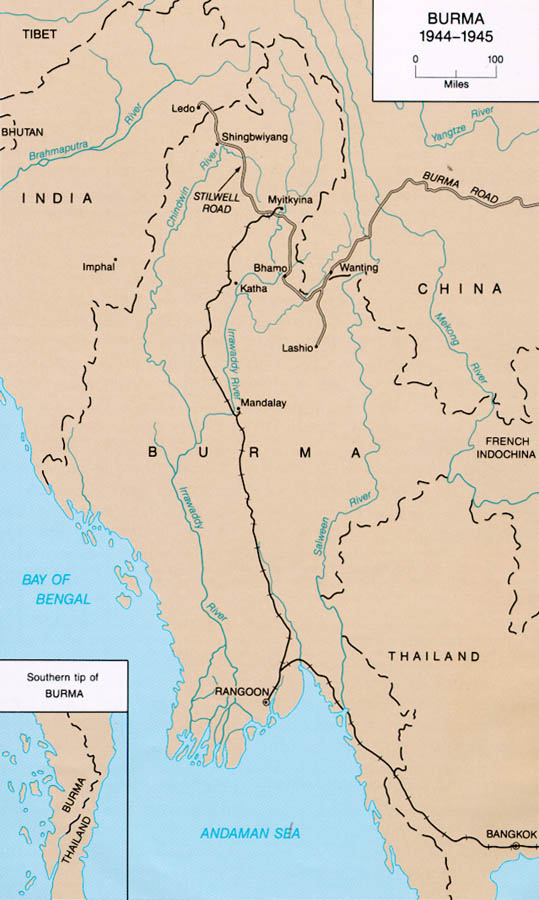
1944년 버마 로드와 레도 로드

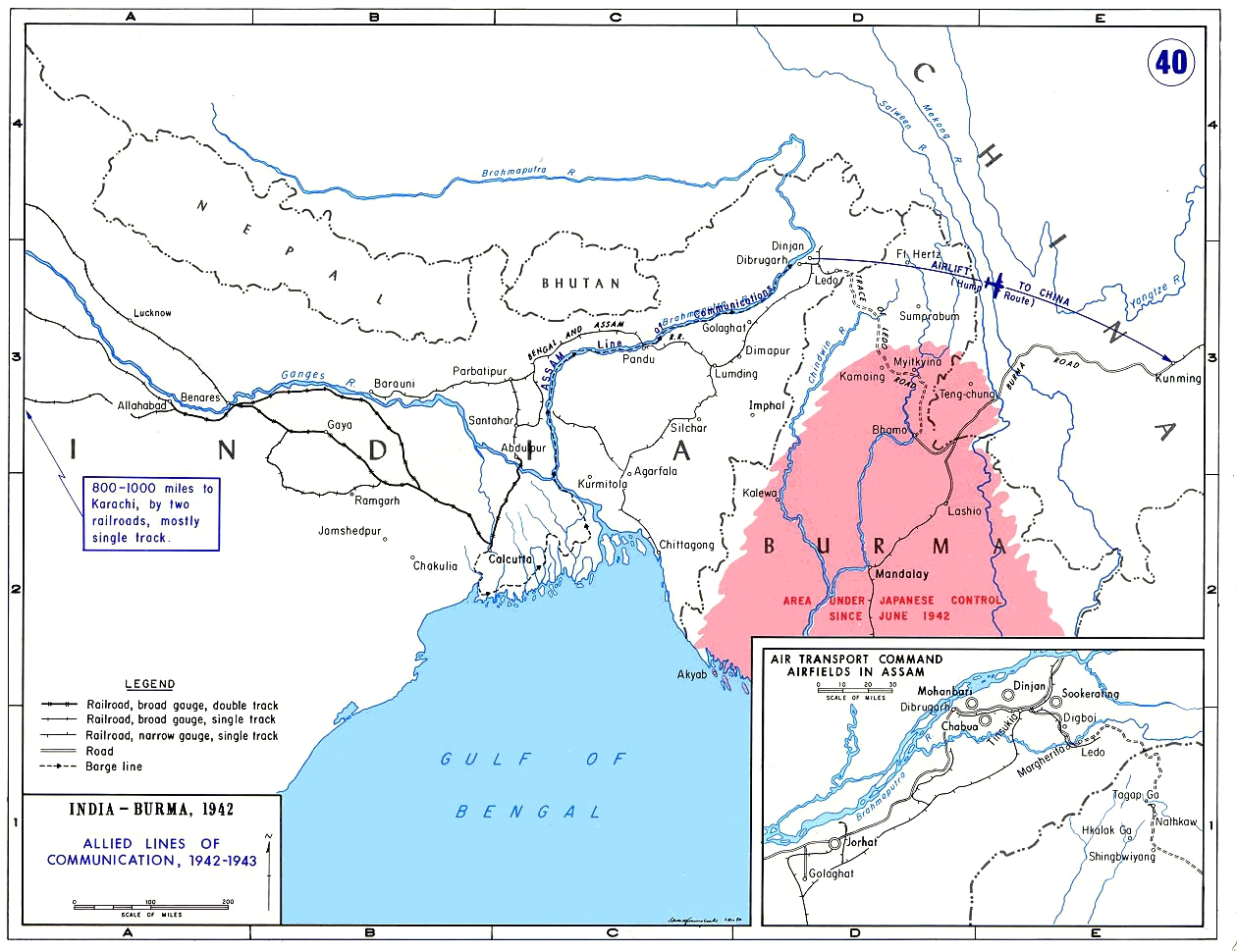
동남아시아의 연합군 보급로 (1942–43). 레도 로드는 맨 오른쪽에 표시되어 있다.

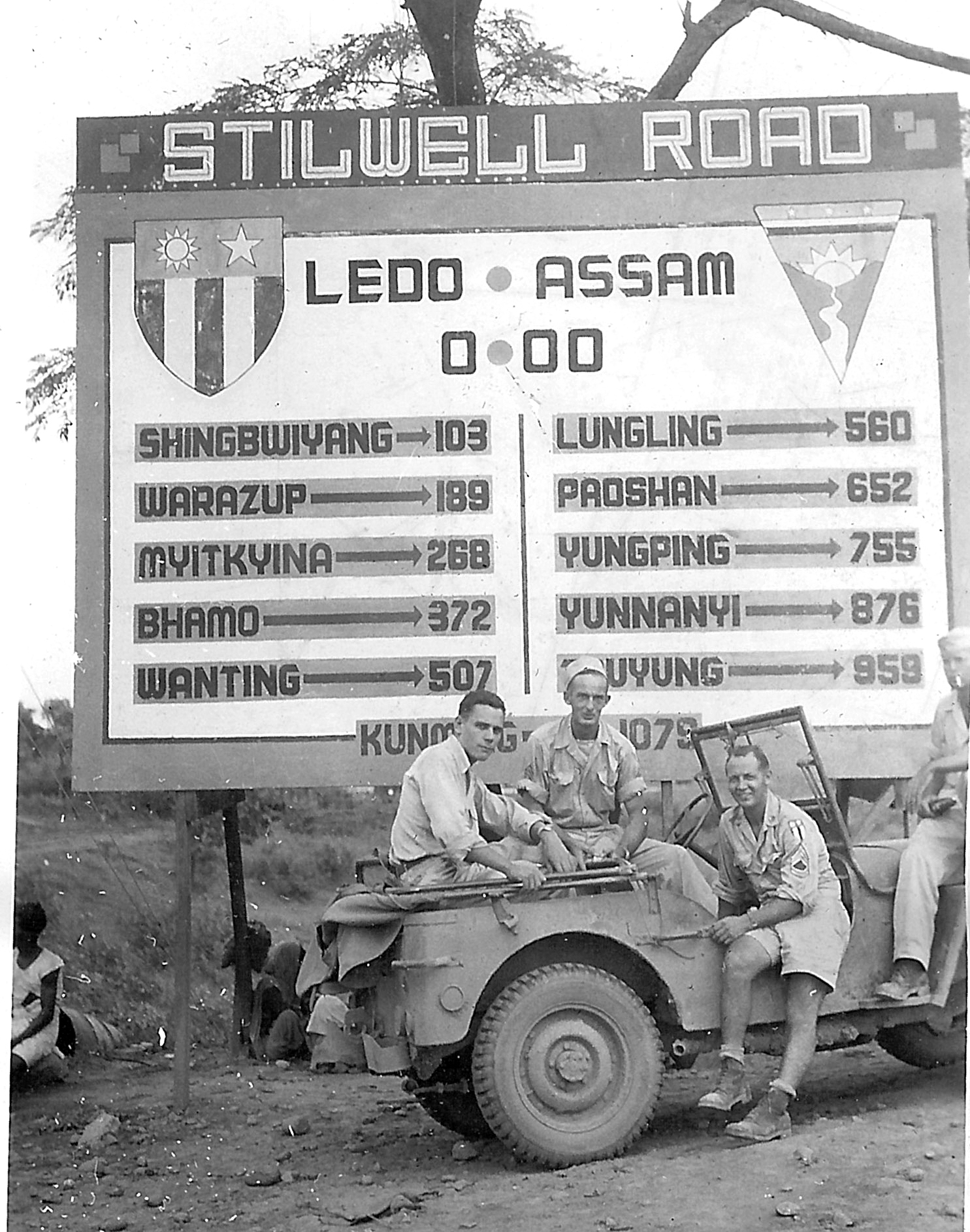
레도 로드 시작 지점에 거리를 마일로 표시한 표지판이 있었다(사진은 1945년경 표지판에 서 있는 미군 병사들):

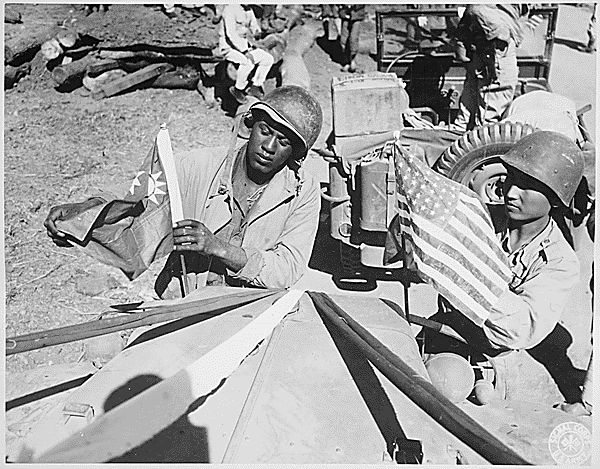
1945년 인도 레도에서 중화인민공화국 쿤밍으로 향하는 스틸웰 로드를 통해 거의 3년 만에 처음으로 중국 국경을 넘기 직전, 미군 병사와 중국군 병사가 지프 앞면에 동맹국의 깃발을 꽂고 있다.

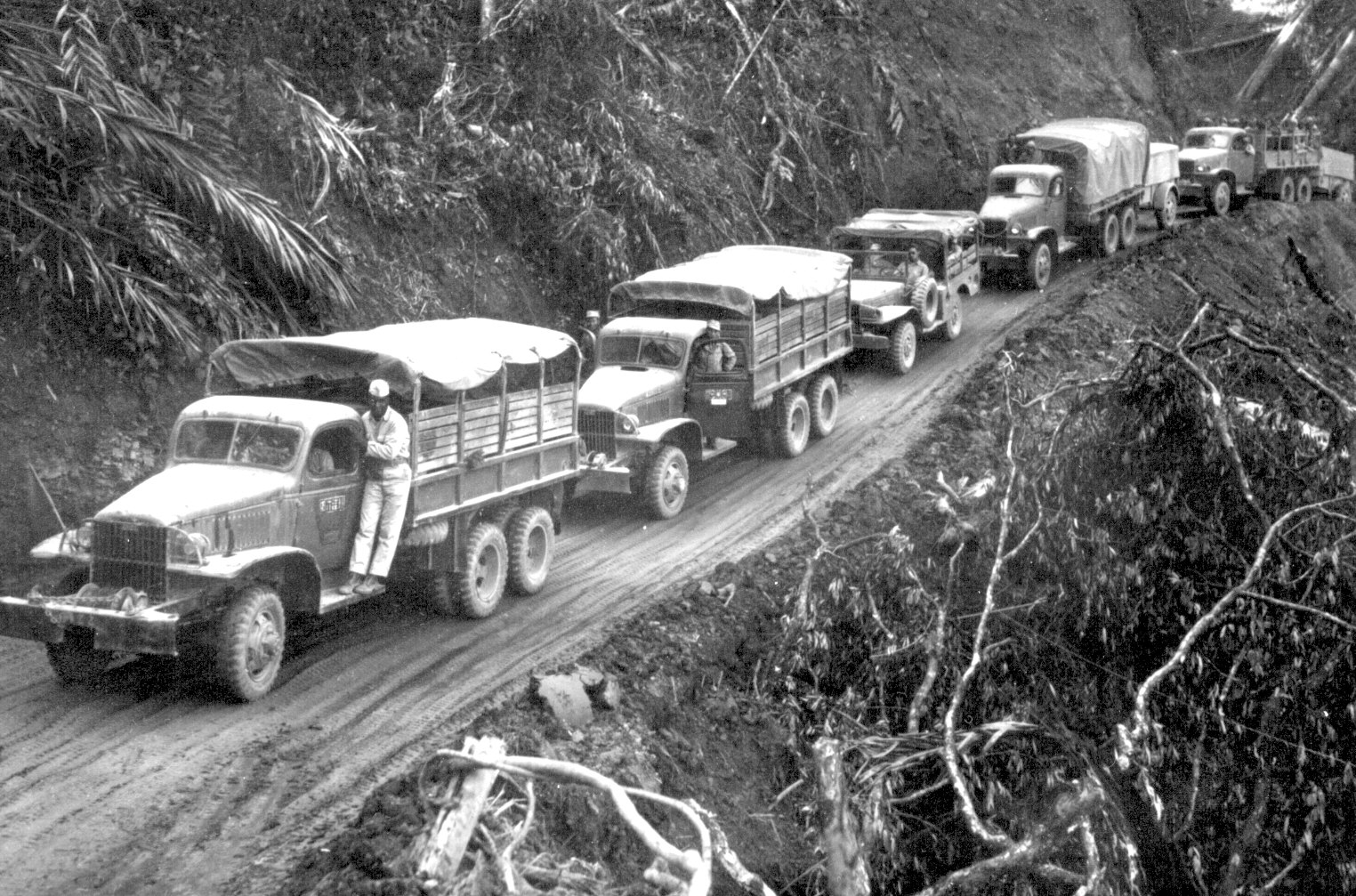
"미국에서 제작된 군용 트럭들이 이제 인도에서 버마까지 개통된 레도 보급로를 따라 산비탈을 구불구불 오르고 있다..."

레도 로드(버마어: လီဒိုလမ်းမ)는 제2차 세계 대전 중 영국령 인도와 중화민국 사이에 건설된 육상 연결 도로로, 서방 연합군이 중국에 보급품을 전달하고 일본에 대한 전쟁 노력을 지원할 수 있도록 하기 위해 건설되었다. 1942년 일본군이 버마 로드를 차단하자 대안이 필요했고, 이에 레도 로드가 건설되었다. 1945년 초 장제스의 제안으로 미군의 스틸웰 장군의 이름을 따서 스틸웰 로드로 개명되었다. 이 도로는 카친주의 버마 도시인 싱브위양, 밋지나, 바모를 통과한다. 총 1,726 킬로미터 (1,072 mi) 길이의 도로 중 1,033 킬로미터 (642 mi)는 미얀마에, 632 킬로미터 (393 mi)는 중국에 있으며, 나머지 61km는 인도에 있었다. 이 도로는 레도-팡사우 고개-타나이 (다나이)-밋지나--바모-만시-남캄-쿤밍 노선을 가지고 있었다.
철도 종점으로부터 군 전선까지 물품을 이동시키기 위해 1943년 가을에 기록적인 시간 내에 세 개의 전천후 도로가 건설되었다. 북쪽의 레도 로드는 세 나라를 가로질러 버마 로드와 연결되어 중국으로 물품을 보급했고, 인도 내에서는 디마푸르에서 임팔까지의 중앙 전선 도로가 전쟁을 승리로 이끌었으며, 영국령 인도 치타공 남쪽의 도하자리에서 미얀마 아라칸으로 병력을 진격시키기 위한 남쪽 도로가 건설되었다.
19세기, 영국 철도 건설업자들은 인도-버마 국경의 파트카이 산맥 정상에 있는 낭퐁, 아루나찰프라데시와 레도, 틴수키아 (틀:아삼주의 일부) 위에 높이 1,136 미터 (3,727 피트)인 팡사우 고개를 측량했다. 그들은 미얀마와 후캉 계곡을 따라 철로를 놓을 수 있다고 결론 내렸다. 이 제안은 철회되었지만, 영국인들은 아삼주에서 북부 미얀마로 가는 도로를 위해 파트카이 산맥을 탐사했다. 영국 엔지니어들은 처음 130 킬로미터 (80 마일) 구간의 도로 노선을 측량했다. 영국이 일본군에 의해 버마 대부분에서 밀려난 후, 이 도로 건설은 미국의 우선순위가 되었다. 랑군이 일본군에 의해 점령되고 레도 로드가 완공되기 전까지, 중국으로 가는 대부분의 보급품은 더 험프로 알려진 히말라야 산맥 동쪽 끝을 통해 공수되어야 했다.
전쟁 후, 도로는 황폐해졌다. 2010년 BBC는 "도로의 대부분이 정글에 잠식되었다"고 보도했다.

## 건설
1942년 12월 1일, 극동 전역 최고 사령관인 영국 장군 아치볼드 웨이벨 경은 미국 스틸웰 장군과 레도 로드를 북부 전투 지역 사령부 작전으로 만들기로 합의했다. 레도 로드는 중국으로 향하는 주요 보급로로 의도되었으며, 인도 레도의 철도 종점부터 버마 로드와 합류하는 몽유 도로 교차점까지 스틸웰 장군의 지휘 아래 건설되었다. 그곳에서 트럭들은 중국 국경의 완팅까지 계속 이동할 수 있었고, 따라서 보급품은 중국 쿤밍의 접수 지점으로 전달될 수 있었다. 스틸웰의 참모진은 레도 로드 노선이 월 65,000톤의 보급품을 공급할 수 있을 것으로 추정했으며, 이는 당시 더 험프를 통해 중국으로 공수되던 톤수를 크게 초과하는 것이었다. 미국 육군 항공대 제14공군 사령관 클레어 리 셔놀트 장군은 예상된 톤수 수준이 지나치게 낙관적이라고 생각했으며, 어려운 정글을 통과하는 이처럼 확장된 도로망이 현대식 화물 수송기로 전달될 수 있는 보급품 양과 결코 일치할 수 없을 것이라고 의심했다.
이 도로는 15,000명의 미군 병사(이 중 60%는 아프리카계 미국인)와 35,000명의 현지 노동자들이 약 미화 1억 5천만 달러(2017년 기준 20억 달러)의 비용으로 건설되었다. 비용에는 1,100명 이상의 미국인의 생명 손실도 포함되었는데, 많은 사람들이 건설 중에 사망했으며, 수많은 현지인들의 생명도 잃었다. 따라서 1,079마일 길이의 도로 건설의 인적 비용은 "1마일 당 한 사람"으로 묘사되었다. 버마 대부분이 일본군 수중에 있었기 때문에 건설이 시작되기 전에 지형, 토양, 하천 상태에 대한 정보를 얻을 수 없었다. 이 정보는 도로가 건설되면서 확보되어야 했다.
스틸웰 장군은 육군 고위 엔지니어인 레이먼드 A. 휠러 소장 지휘 하에 '보급 서비스'(SOS)를 조직하고 레도 로드 건설을 담당하게 했다. 휠러 소장은 차례로 존 C. 애로우스미스 대령에게 도로 건설 기지 사령관의 책임을 맡겼다. 후에 그는 미국 육군 전문가 엔지니어인 루이스 A. 픽 대령으로 교체되었다.
1942년 12월부터 도로의 처음 166 km (103 mi) 구간 건설이 시작되었다. 이 도로는 레도에서 가파르고 좁은 길을 따라 파트카이 산맥을 가로질러 (난이도로 인해 "지옥 고개"라는 별명이 붙은) 팡사우 고개를 지나 버마 싱브위양까지 내려갔다. 때로는 1,400 m (4,600 ft) 높이까지 솟아올랐으며, 도로 건설에는 1,800 세제곱미터 매 킬로미터 (100,000 세제곱피트 매 마일)의 흙을 제거해야 했다. 가파른 경사, 헤어핀 커브, 그리고 60 m (200 ft)의 가파른 낙차는 모두 울창한 열대 우림으로 둘러싸여 이 첫 구간의 특징이었다. 첫 불도저는 예정보다 3일 빠른 1943년 12월 27일 싱브위양에 도착했다.
이 구간의 건설로 일본 제18사단을 공격하는 데 필요한 보급품이 병력에게 흐르게 되었는데, 일본 제18사단은 카마잉, 모가웅, 밋지나 마을 주변에 가장 강력한 병력을 배치하여 버마 북부 지역을 방어하고 있었다. 레도 도로가 싱브위양에 도달하기 전에는 연합군 병력(대부분 미국 훈련을 받은 X 부대의 중국 사단)이 파트카이 산맥을 넘어 공수되는 보급품에 전적으로 의존했다. 일본군이 남쪽으로 후퇴하면서 레도 도로는 확장되었다. 싱브위양부터는 일본군이 건설한 양호한 날씨 도로가 있어 훨씬 더 쉬워졌고, 레도 도로는 일반적으로 일본군이 개척한 길을 따랐다. 도로가 건설되면서 10 cm (4 in) 연료 파이프라인 두 개가 나란히 설치되어 보급 차량용 연료를 도로를 따라 트럭으로 운송하는 대신 파이프로 공급할 수 있게 되었다.
싱브위양까지의 초기 구간 이후, 와라집, 밋지나, 그리고 레도에서 600 km (370 mi) 떨어진 바모까지 더 많은 구간이 이어졌다. 그 지점에서 도로는 옛 버마 로드의 지선과 합류했고, 이후 구간들이 개선되었지만 도로는 통행이 가능했다. 이 지선은 레도에서 558 km (347 mi) 떨어진 남캄을 지나 최종적으로 레도에서 748 km (465 mi) 떨어진 몽유 도로 교차점에서 레도 로드는 버마 로드와 만났다. 몽유 교차점에 도달하기 위해 레도 로드는 10개의 주요 강과 155개의 지류를 가로질러야 했으며, 평균 4.5 km (2.8 mi)마다 다리가 하나씩 놓였다.
첫 번째 호송대가 우회전하면 일본군이 점령한 버마를 지나 남쪽으로 160 km (99 mi) 떨어진 라쇼로 향하게 되었다. 좌회전하면 중국-버마 국경 너머 북쪽으로 100 km (60 mi) 떨어진 완팅이 있었다. 그러나 1944년 말까지 도로는 아직 중국에 도달하지 못했다. 이때쯤에는 더 현대적인 수송기들이 도착하면서 험프를 넘어 중국으로 공수되는 톤수가 크게 증가했다.
1944년 말, 스틸웰이 레도 로드 건설 책임을 맡은 지 겨우 2년 만에 버마 로드와 연결되었지만, 후캉 계곡의 밋지나를 넘어선 일부 구간은 심한 몬순 비로 인해 수리 중이었다. 이 도로는 인도 아삼에서 중국 쿤밍까지 1,736 km (1,079 mi) 길이의 고속도로가 되었다. 1945년 1월 12일, 픽 장군이 이끄는 113대의 차량으로 구성된 첫 호송대가 레도를 출발하여 1945년 2월 4일 중국 쿤밍에 도착했다. 개통 후 6개월 동안 트럭들은 인도에서 중국으로 129,000톤의 보급품을 운반했다. 화물을 운반한 2만 6천 대의 트럭(편도)은 중국군에게 인계되었다.
셔놀트 장군이 예상했듯이, 레도 로드를 통해 운반된 물품은 험프를 통해 매월 중국으로 공수된 물품의 톤수에 결코 미치지 못했다. 그러나 이 도로는 공수 작전을 보완했다. 밋지나 비행장 점령은 항공 수송 사령부가 "일본 전투기의 위협 없이 더 남쪽 노선을 비행할 수 있게 하여, 험프 비행을 단축하고 평탄하게 만들어 놀라운 결과를 가져왔다"고 밝혔다. 1943년 7월 공수량은 5,500톤이었으나 9월에는 8,000톤, 11월에는 13,000톤으로 증가했다. 밋지나 점령 후 수송량은 1944년 6월 18,000톤에서 1944년 11월 39,000톤으로 급증했다.
1945년 7월, 전쟁이 끝나기 전 마지막 한 달 동안 71,000톤의 보급품이 험프를 통해 공수되었고, 레도 로드를 사용한 보급품은 6,000톤에 불과했다. 공수 작전은 전쟁이 끝날 때까지 계속되었으며, 총 650,000톤의 보급품이 공수되었고 레도 로드를 통한 보급품은 147,000톤이었다. 레도 로드를 통해 대량의 보급품이 흐르기 시작했을 때, 다른 전역에서의 작전은 이미 일본과의 전쟁의 흐름을 형성했다.
마운트배튼은 몬순 기간 동안 후캉 계곡 상공을 비행하던 중 참모들에게 아래 강 이름이 무엇인지 물었다. 한 미국 장교는 "강이 아닙니다, 레도 로드입니다"라고 답했다.

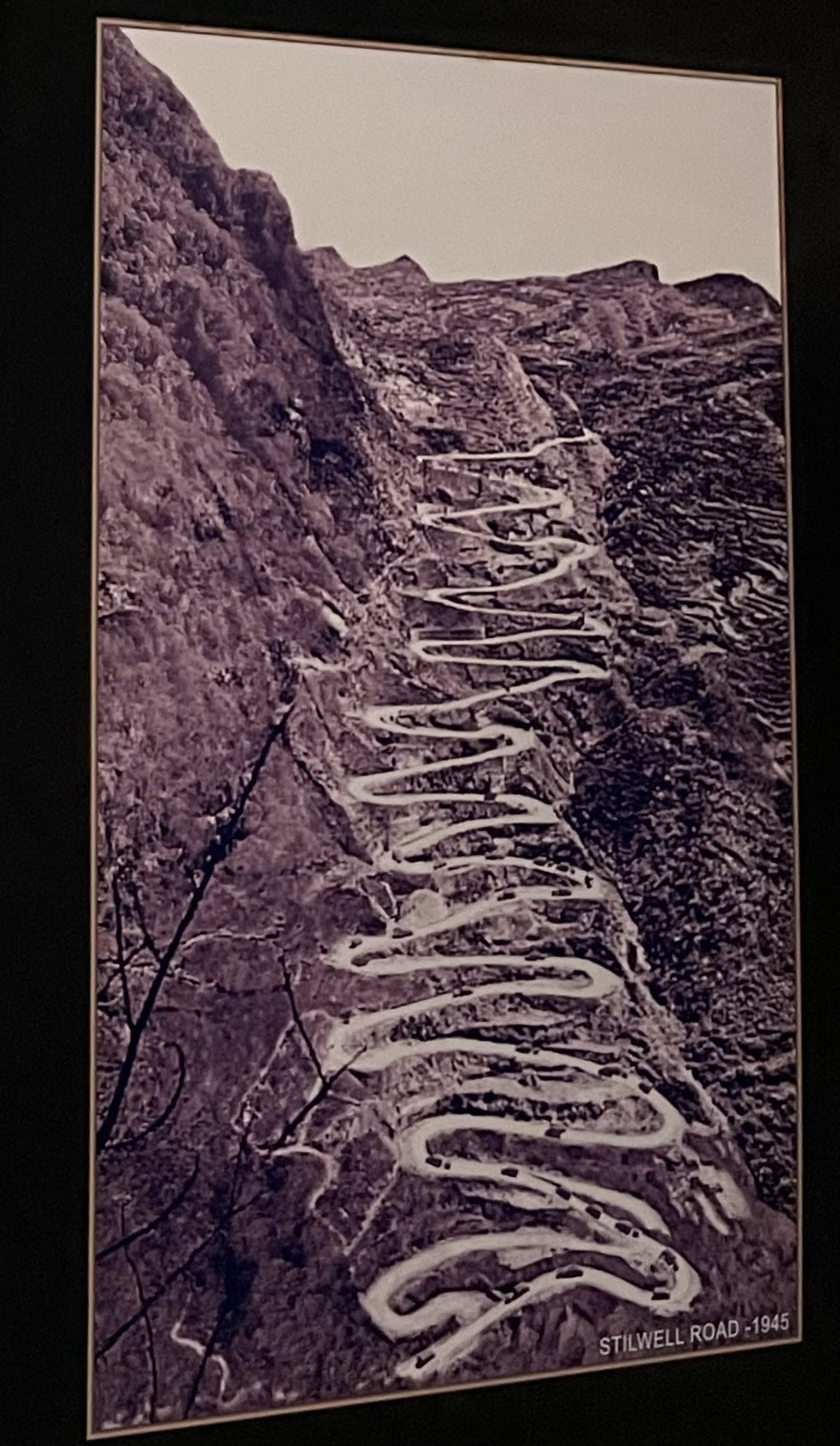
마르게리타, 아삼의 석탄 유산 공원 및 박물관에 전시된 스틸웰 로드 이미지.

## 레도 로드에 배치된 미군 부대
초기 구간에 처음으로 배치된 부대는 다음과 같았다:
- 제45공병정비연대 (아프리카계 미국인 부대)
- 제823항공공병대대 (EAB) (아프리카계 미국인 부대)

1943년에 이들은 다음과 합류했다.
- 제848EAB (아프리카계 미국인 부대)
- 제849EAB (아프리카계 미국인 부대)
- 제858EAB (아프리카계 미국인 부대)
- 제1883EAB (아프리카계 미국인 부대)
- 제236전투공병대대
- 제1875전투공병대대

1944년 4월 중순부터 5월 중순까지 제879공수공병대대 A중대는 레도 로드, 기지 캠프 및 싱브위양 비행장 건설에 하루 24시간 작업한 후, 일본군으로부터 최근 탈환한 옛 영국 비행장 시설을 개선하기 위해 밋지나로 배치되었다.
1944년 내내 작업이 계속되었고 12월 말에는 보급품 운송을 위해 개통되었다. 1945년 1월, 흑인 EAB 4개 대대(백인 대대 3개와 함께)는 이제 스틸웰 로드로 이름이 바뀐 도로를 개선하고 확장하는 작업을 계속했다. 실제로 이 아프리카계 미국인 부대 중 하나는 중국으로 확장되는 도로를 개선하는 임무를 맡았다.

## 도로 건설에 대한 의견
윈스턴 처칠은 이 프로젝트를 "엄청나고 고된 작업으로, 필요성이 사라질 때까지는 완성되지 않을 것"이라고 불렀다.
인도/버마에서 영국 제14군을 지휘했던 영국 야전원수 윌리엄 슬림은 레도 로드에 대해 다음과 같이 썼다.
나는 스틸웰과 함께 도로가 건설될 수 있다는 데 동의했다. 나는 적절한 장비를 갖추고 효율적으로 이끌어진다면, 그의 레도 부대처럼 상당한 수적 우위를 가질 경우 중국군이 일본군을 물리칠 수 있다고 믿었다. 공학적 측면에서는 의심의 여지가 없었다. 우리는 미국인들이 가질 기술 장비보다 훨씬 적은 장비로도 이만큼 어려운 지형에 도로를 건설했다. 도로의 처음 eighty 마일 [130 km] 구간을 측량했던 내 영국인 엔지니어들은 그것에 대해 상당히 확신했다. 우리는 이미 중앙 전선에서 이와 똑같이 불안정한 보급로를 통해 대규모 노동력을 유지하고 있었다. 여기까지는 스틸웰과 내가 완전히 동의했지만, 나는 그의 믿음 중 두 가지는 받아들이지 않았다. 나는 이 도로가 전쟁을 승리로 이끄는 압도적인 가치를 가지고 있다는 것을 의심했고, 어쨌든 시작점이 잘못되었다고 생각했다. 태평양에서 섬에서 섬으로 뛰어넘는 미국의 상륙 작전 전략은 아직 형성되지 않은 중국군과 함께 아시아를 가로지르는 육상 진격보다 훨씬 더 빠른 결과를 가져올 것이라고 나는 확신했다. 어쨌든, 만약 도로가 정말 효과적이려면, 그 보급 철도는 콜카타가 아니라 랑군에서 시작해야 했다.

## 제2차 세계 대전 이후
버마가 해방된 후, 도로는 점차 황폐해졌다. 1955년 옥스포드-케임브리지 육상 원정대는 런던에서 싱가포르까지 왕복했다. 그들은 레도에서 밋지나까지(중국까지는 아니지만) 도로를 따라갔다. 팀 슬레서(1957)가 이 원정대에 대해 쓴 책 첫 육로 탐험은 팡사우 고개와 싱브위양 사이 구간의 다리가 무너졌다고 보고했다. 1958년 2월 에릭 에디스와 그의 팀의 원정대 또한 랑군, 싱가포르, 호주로 가는 길에 레도에서 밋지나까지 도로를 이용했다. 10개월 후 그들은 반대 방향으로 돌아왔다. 이 원정대에 대한 그의 책 "불가능은 조금 더 오래 걸린다"에서 에디스(2008)는 인도/버마 국경에서 인도/버마라고 쓰인 노란색 표지판을 제거하여 런던 임페리얼 전쟁 박물관에 기증했다고 보고한다. 수년 동안 이 지역으로의 여행은 인도 정부에 의해 제한되기도 했다. (버마에 은신처를 찾고 있던) 반군과 인도군 사이의 지속적인 충돌로 인해 인도는 1962년부터 1990년대 중반까지 버마로의 여행에 엄격한 제한을 부과했다.
인도와 미얀마의 관계가 개선된 이후, 여행이 개선되었고 팡사유 고개 (돌아오지 않는 호수) 근처에서 관광이 시작되었다. 도로 전체를 여행하려는 최근 시도들은 다양한 결과를 낳았다. 현재 낭퐁-팡사우 고개 구간은 4륜구동 차량으로 통행할 수 있다. 미얀마 쪽 도로는 이제 차량 통행에 적합하다고 보고되었다. 도노반 웹스터는 2001년에 싱브위양까지 바퀴로 도달했고, 2005년 중반에는 버마 성 협회 재향군인들이 정치적으로 잘 연결된 여행사가 조직한 싱브위양 "추억 여행"에 초청되었다. 이 단체들은 도로를 성공적으로 여행했지만, 미얀마의 정치적 또는 인권 상황에 대해서는 아무런 언급도 하지 않았다.
팡사우 마을의 버마인들은 국경 양쪽에 반군이 있음에도 불구하고 시장을 보기 위해 팡사우 고개를 넘어 인도 낭퐁으로 무심코 건너간다. 낭퐁과 팡사우에는 각각 아삼 소총병과 버마 육군 초소가 있다. 그러나 이 국경 지역의 현지인들에게 적용되는 규칙이 서양인에게 반드시 적용되는 것은 아니다. 양국 정부는 국경 지역에 서양인의 존재를 면밀히 감시하고 있으며 육상 국경은 공식적으로 폐쇄되어 있다. 허가 없이 국경을 넘는 사람들은 해당 지역의 밀수업자/반군과 함께 체포되거나 문제가 발생할 위험이 있다.

## 현재 상태

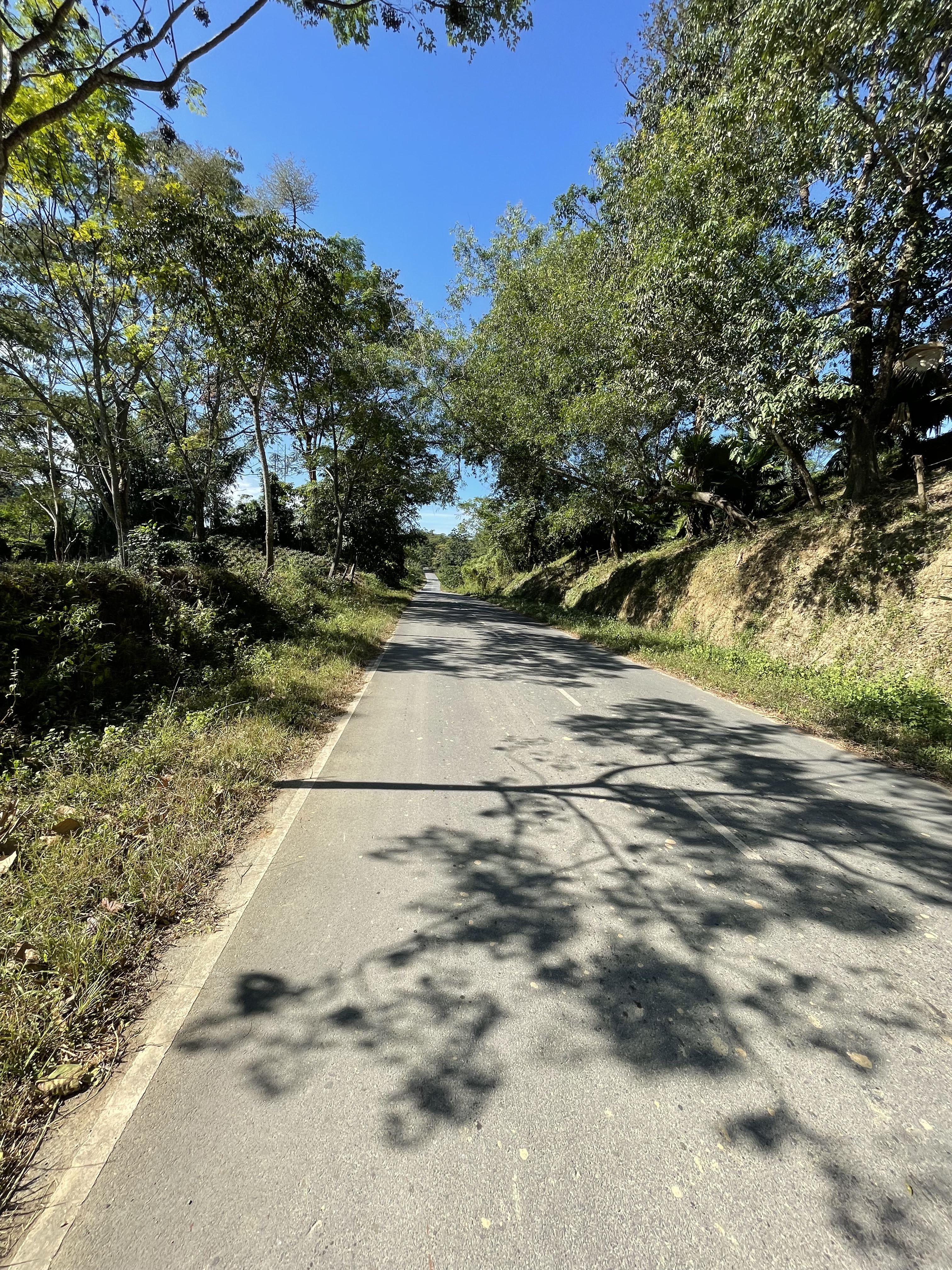
인도 자이람푸르에서 낭퐁으로 가는 길에 포장된 구간.

현재 스틸웰 로드는 1,840 킬로미터 (1,140 mi) 길이로 아삼의 디브루가르와 미얀마를 거쳐 윈난의 쿤밍을 연결한다. 2022년 현재 인도의 레도에서 낭퐁까지의 도로는 포장도로이며, 인도-미얀마 국경의 팡사우 고개로 이어지는 도로는 민간인 접근이 제한된다. 팡사우에서 타나이까지는 진흙길이었고, 타나이에서 밋지나까지는 상업용 농장 회사가 관리하는 넓은 다져진 흙길이었다. 밋지나에서 중국 국경까지의 도로 구간은 중국 회사가 재건했으며, 중국 국경에서 쿤밍까지는 6차선 고속도로이다.
21세기 초부터 버마 정부는 기존 라쇼-쿤밍 버마 로드의 대안으로 레도 로드 재건에 집중했다. 중국 정부는 2007년에 밋지나-캄바이티 구간 건설을 완료했다. 양곤에 본사를 둔 유자나 회사는 밋지나와 타나이 (다나이) 사이의 구간을 건설했으며, 이 구간은 2011년에 이미 운영되고 있었다. 이 회사는 사탕수수와 카사바를 포함한 여러 작물 농장을 위해 수천 에이커의 토지를 소유하고 있기 때문이다. 그러나 인도 정부는 이 도로가 미얀마에 은신처를 가진 북동인도의 무장 세력에게 유용할 수 있다고 우려한다.
2010년 BBC는 이 도로를 다음과 같이 묘사했다. "도로의 대부분은 정글에 잠식되었다. 도보는 거의 불가능하며, 해당 지역에 버마와 인도 민족 반군이 존재하여 많은 사람들이 사용하기에는 너무 위험하다고 간주된다... 현재 밋지나에서 중국 국경까지의 도로 – 짧은 인도 구간과 함께 –는 사용할 수 있다."
2014년, 도로의 상태를 기록하기 위해 사진작가 파인들레이 켐버는 사우스 차이나 모닝 포스트의 사진 기사를 위해 세 번의 다른 여행으로 세 나라를 가로지르는 도로 전체를 여행했는데, 이는 국제 국경을 넘는 것이 허용되지 않았기 때문이었다. 인도에는 레도 근처 레카파니에 스틸웰 로드의 시작점을 표시하는 스틸웰 공원이 있고, 자이람푸르와 팡사우 고개 사이에는 도로를 건설한 중국 군인과 노동자들을 위한 제2차 세계 대전 시대 묘지가 있으며, 위험한 조건과 산사태로 인해 "지옥문"이라는 별명이 붙은 낭퐁 근처의 아직 존재하는 다리가 있다. 미얀마에서는 카친주에서 제2차 세계 대전 가스 탱크를 물탱크로 사용하는 마을 사람들을 발견했고, 밋지나와 타나이 사이의 자갈길은 매우 넓고 잘 사용되었지만 비포장도로였다. 중국에서는 1944년 6월 일본군 방어군과 중국군 공격군 사이의 격렬한 전투가 벌어졌던 송산의 제2차 세계 대전 참호와 윈난의 텅충에 있는 중국과 미국 군인들을 기리는 놋쇠 부조를 발견했다. 2019년 필리핀에서는 중국 구이저우성 칭룽현 산비탈에 있는 스틸웰 로드의 24개 지그재그 헤어핀 커브의 현재 모습을 보여주는 게시물이 입소문을 탔다. 이는 파인들레이 켐버가 이전 여행에서 찍은 사진으로 밝혀졌다.
2015년에는 비자 제한으로 인해 레도 로드를 통해 국경을 넘는 것이 불가능했다. 2015년 버마의 남윤에서 팡사우 고개까지의 구간은 BBC 특파원에 따르면 정글을 통과하는 "심하게 울퉁불퉁하고 진흙투성이의 길"이었다.
2016년 인도 정부는 마르게리타, 디그보이, 틴수키아를 거쳐 디브루가르까지 스틸웰 로드를 복원 및 확장했다. 현재 스틸웰 로드의 175 킬로미터 (109 mi) 구간은 인도에 있으며 아시아 고속도로 2호선 또는 AH2의 일부이다. 인도에서 스틸웰 로드는 마쿰에서 팡수 고개까지 NH315로 알려져 있다. 디브루가르에서 마쿰까지의 구간은 NH15에 속한다. 2016-17년, 중국은 스틸웰 로드 복원을 요구했다.

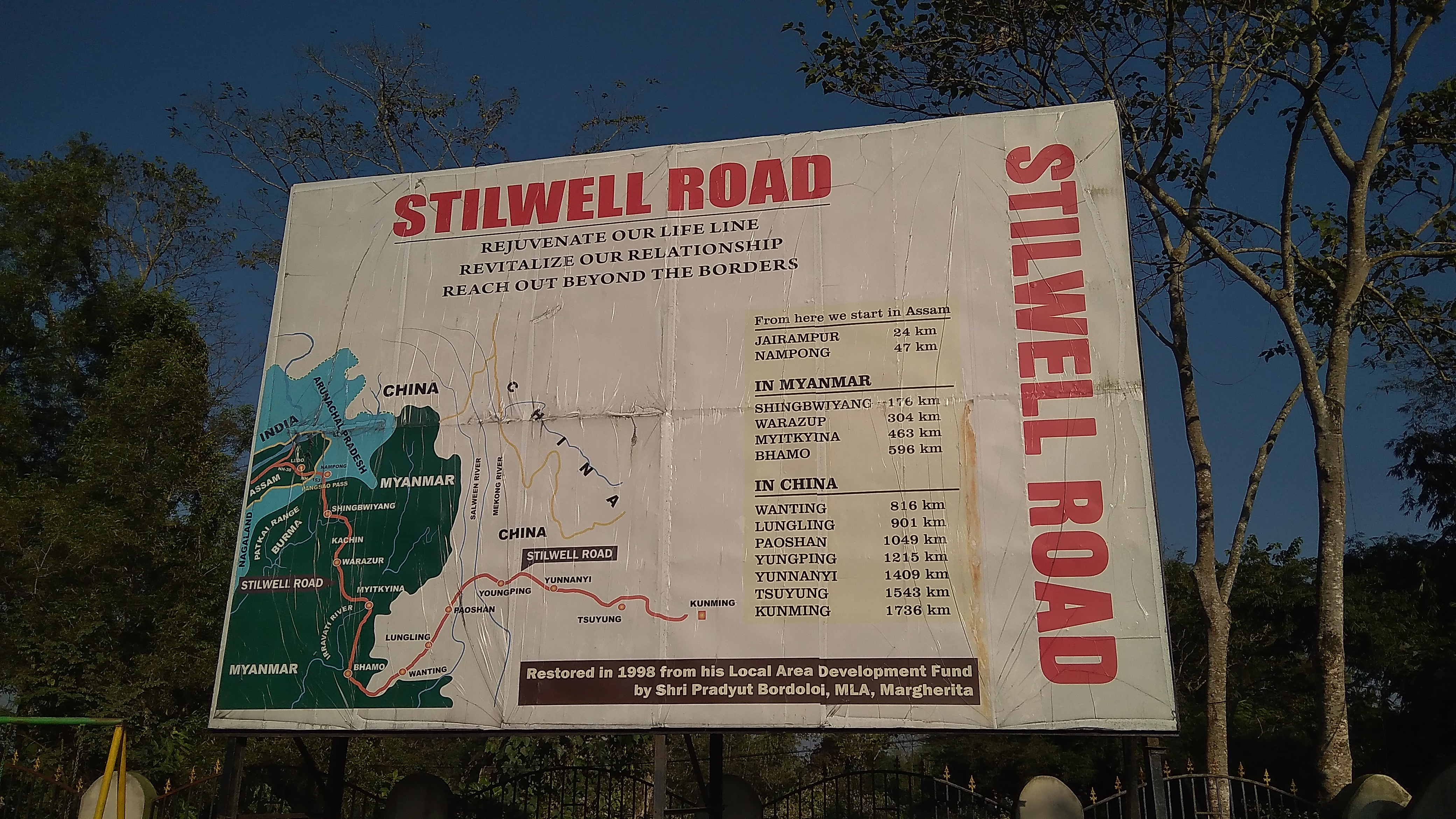
레도 근처 레카파니에 있는 스틸웰 공원의 전시판은 레도 로드의 시작점을 표시한다.

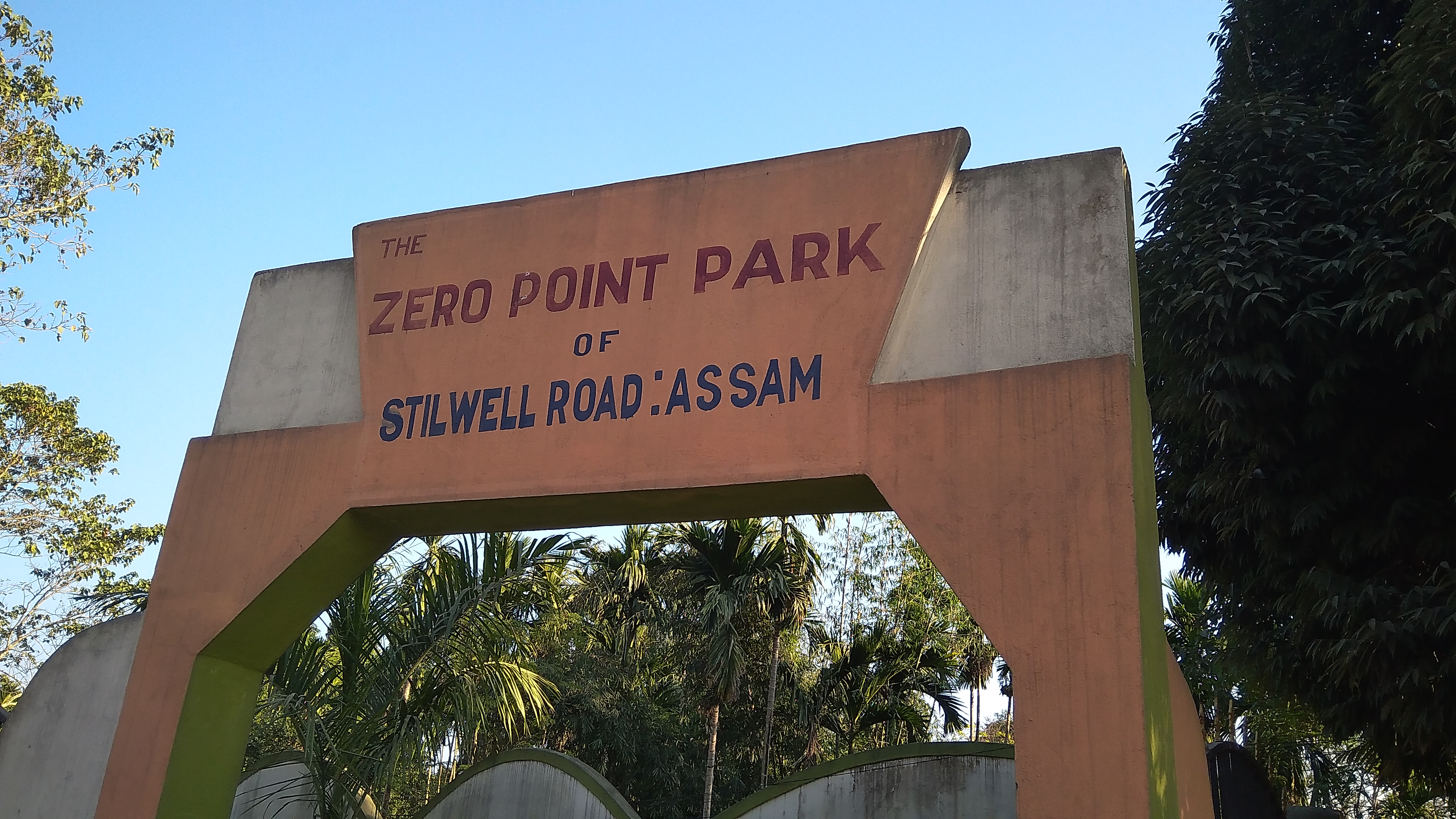
레도 로드의 제로 포인트

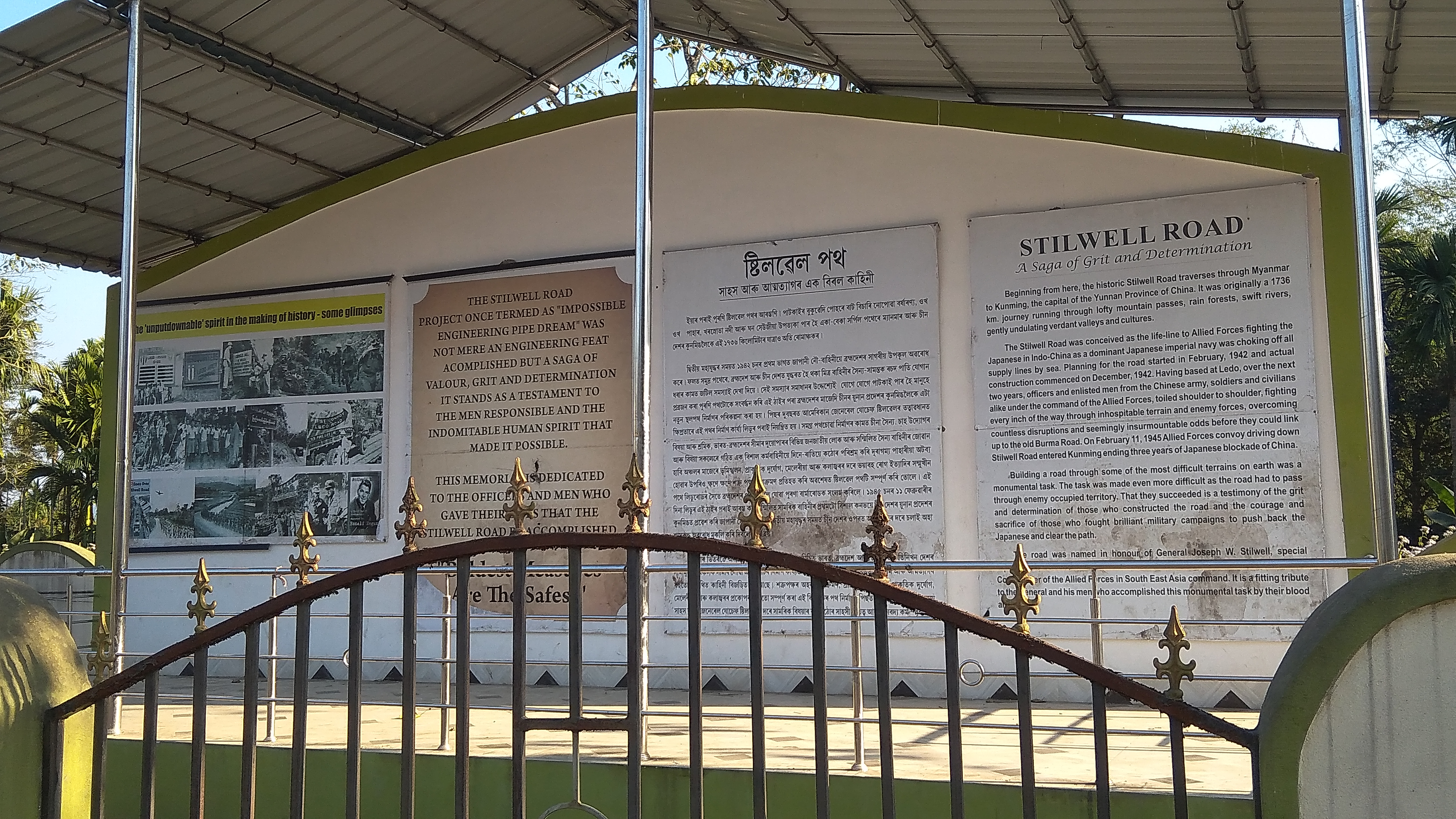
레도의 기념비

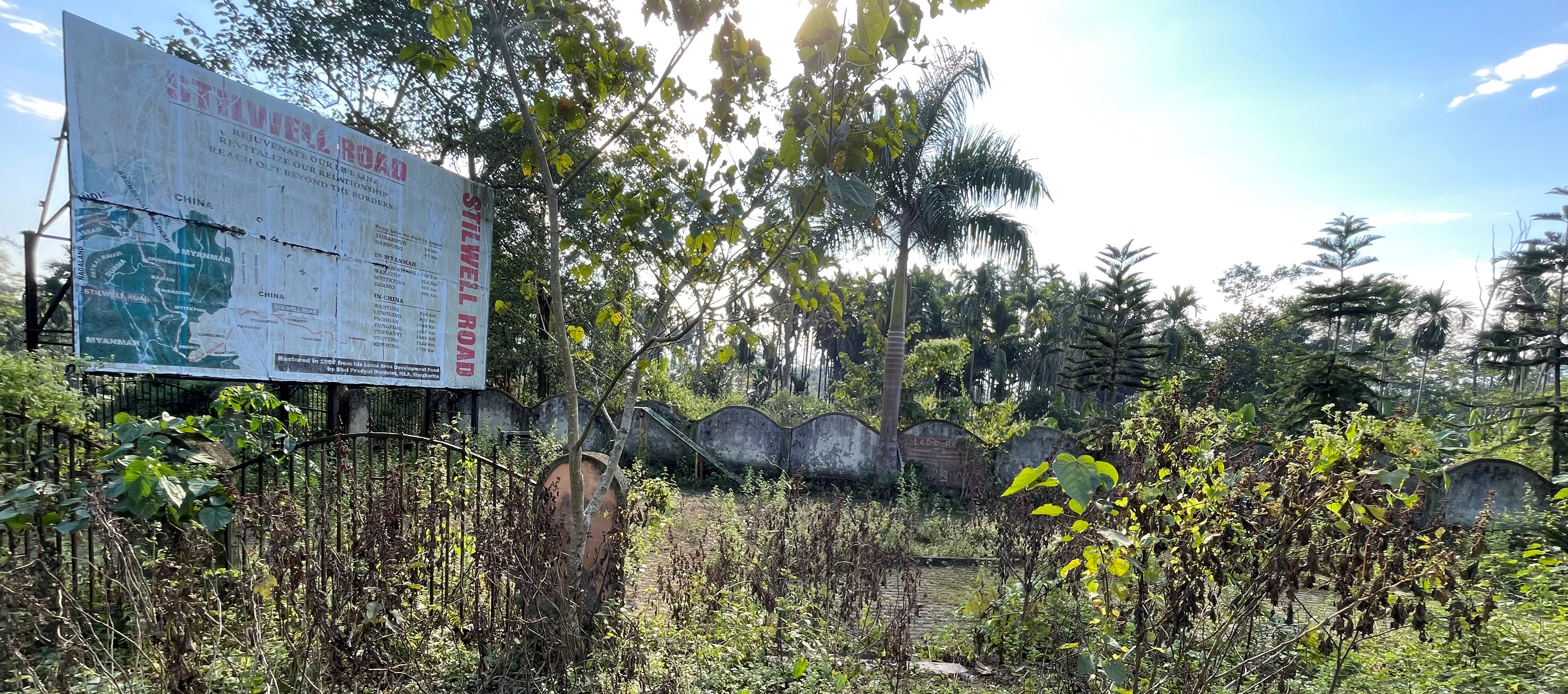
2022년 11월, 황폐해진 스틸웰 공원.

## 같이 보기
- 제2차 세계 대전 중 북동인도 철도. 연합군은 북부 전선과 중국 국민군이 필요로 하는 모든 병참 지원을 레도 보급창에 공급하는 데 어려움을 겪었다.
- 동남아시아 전구 (제2차 세계 대전)
- 팡사우 고개
- 동남아시아 사령부
- 스틸웰 로드 주연 로널드 레이건
- 버마 전역
- 더 험프, 연합군 조종사들이 인도에서 중국으로 비행한 경로에 붙인 이름

## 내용주
1. ↑  Staff. The Stilwell Road 보관됨 13 10월 2008 - 웨이백 머신, District Administration, Tinsukia (Assam) 보관됨 12 2월 2007 - 웨이백 머신, Cites Sri Surendra Baruah, Margherita, Retrieved 1 October 2008
2. ↑  Weidenburner. Ledo Road Signs 보관됨 19 5월 2007 - 웨이백 머신
3. ↑  Bernstein, Richard (2014). 《China 1945 : Mao's revolution and America's fateful choice》 Fir판. New York. 38쪽. ISBN 9780307595881.
4. ↑  Bhaumik, Subir (2009년 8월 11일). “India not to reopen key WWII road”. 《BBC News》. 2009년 8월 11일에 원본 문서에서 보존된 문서. 2010년 5월 7일에 확인함.
5. 1 2 3  Bhaumik, Subir. “Will the famous Indian WWII Stilwell Road reopen?”. BBC News. 2015년 8월 14일에 원본 문서에서 보존된 문서. 2016년 3월 11일에 확인함.
6. ↑  Slim 1986, 171쪽.
7. ↑  “27°18'00.0"N 95°43'60.0"E”. 《27°18'00.0"N 95°43'60.0"E》. 2011년 4월 29일에 원본 문서에서 보존된 문서. 2019년 5월 26일에 확인함.
8. 1 2  Sherry, Mark D., China Defensive 1942-1945, 미국 육군 군사 연구소, CBI Background. Chapter: "China Defensive 보관됨 29 1월 2021 - 웨이백 머신"
9. 1 2  Xu, p. 191
10. ↑  “The Ledo Road – FORGOTTEN FACTS – China-Burma-India Theater of World War II”. 《cbi-theater.com》. 2018년 12월 25일에 원본 문서에서 보존된 문서. 2019년 5월 26일에 확인함.
11. ↑  Sankar, Anand (2009년 2월 14일). “On the road to China”. 《비즈니스 스탠더드》. 2015년 9월 5일에 원본 문서에서 보존된 문서. 2015년 5월 16일에 확인함.
12. ↑  “The Ledo Road – FORGOTTEN FACTS – China-Burma-India Theater of World War II”. 《cbi-theater.com》. 2018년 12월 25일에 원본 문서에서 보존된 문서. 2019년 5월 26일에 확인함.
13. 1 2  Bishop, Donald M. (2005년 2월 2일). “U.S. Embassy Marks 60th Anniversary of Ledo Road”. 《U.S. Embassy Press Briefing and Release》. American Embassy in China. 2006년 2월 11일에 원본 문서에서 보존된 문서.
14. 1 2  Schoenherr Steven,The Burma Front 보관됨 9 5월 2008 - 웨이백 머신, History Department at the University of San Diego 보관됨 3 10월 2008 - 웨이백 머신
15. 1 2  Tuchman, Barbara W. (1971). Stilwell and the American Experience in China, 1911-45. Macmillan. p. 484
16. ↑  Tuchman, Barbara W. (1971). Stilwell and the American Experience in China, 1911-45. Macmillan. p. 376
17. ↑  Moser, Don (1978). 《China, Burma, India》. Time-Life Books. 139쪽. ISBN 9780809424832.
18. 1 2  Staff. EAB in China-Burma-India 보관됨 31 8월 2007 - 웨이백 머신, National Museum of the U.S. Air Force 보관됨 24 12월 2008 - 웨이백 머신, Retrieved 1 October 2008
19. ↑  879th Airborne Engineers Official Battalion History declassified NND957710
20. ↑  Zaitsoff, Mark P. (2010년 9월 7일).  Goldblatt, Gary, 편집. “879th Engineer Battalion (aviation):Engineers by Glider to Myitkyina – Company A, 879th Engineers 17 May 1944”. CBI Order of Battle, linages and history. 2008년 12월 3일에 원본 문서에서 보존된 문서. 2012년 3월 19일에 확인함.
21. ↑  Slim 1986, start of Chapter XII: The Northern Front.
22. ↑  India puts brakes on road to China 보관됨 28 11월 2020 - 웨이백 머신, Aljazeera, 29 November 2012.
23. ↑  Yuzana Company kills buffaloes with chemicals in Hukawng Valley 보관됨 31 3월 2021 - 웨이백 머신, BNI, 18 January 2011.
24. ↑  Staff. Resident's homes on Ledo Road to move back 20 feet 보관됨 13 4월 2011 - 웨이백 머신, Kachin News Group (KNG) 보관됨 8 3월 2012 - 웨이백 머신, 7 August 2008
25. ↑  Human Rights Documentation Unit, Burma Human Rights Yearbook 2007 보관됨 2 10월 2008 - 웨이백 머신, 버마 연방 국가연합 임시정부, September 2008. p. 214
26. ↑  “News18.com: CNN-News18 Breaking News India, Latest News Headlines, Live News Updates”. 《News18》. 2011년 7월 1일에 원본 문서에서 보존된 문서. 2019년 5월 26일에 확인함.
27. ↑  Passage from India: following the Stilwell Road 보관됨 27 4월 2014 - 웨이백 머신, 사우스 차이나 모닝 포스트, 20 April 2014.
28. ↑  No, this photo does not show a road in the Philippines 보관됨 12 2월 2022 - 웨이백 머신, AFP, 2019.
29. 1 2  Coomes, Phil (2015년 8월 10일). “The Stilwell Road 70 years on”. BBC. 2016년 3월 20일에 원본 문서에서 보존된 문서. 2016년 3월 11일에 확인함.
30. ↑  Beijing calls for restoration of Stillwell Road connecting India, China, Myanmar 보관됨 8 11월 2020 - 웨이백 머신, The Hindu, 2016.

## 더 읽어보기
- Allen, Louis. Burma: The Longest War 1941-1945, Cassell; New edition (2000) ISBN 1-84212-260-6.
- Choudhuri, Atonu. Monumental neglect of war graves – Discovered in 1997, Jairampur cemetery gets entangled in red tape, 텔레그래프 (콜카타), 2008년 1월 29일
- Cochrane, S. Stilwell's Road www.chindit.net (1999–2003)
- Edis, Eric (2008). The Impossible Takes a Little Longer, Lightning Source UK Ltd (2008), ISBN 978-1-4092-0301-8.
- Gardener, S. Neal, A facsimile of the Ex-CBI Roundup July 1954 Issue, pg 20. Also additional photos of unit patches website CBI GardenerWorld
- Jenkins, Mark  The Ghost Road Outside Magazine October 2003
- Khaund, Surajit. Kalam urged to reopen Stillwell Road to Reach Burma (archived from original) Mizzima News (www.mizzima.com) 2005년 3월 28일. "구와하티: 관계 개선에 힘입어 버마 시장에 진출하려는 인도 외무 장관 비자이 크리슈나 한디크는 인도, 버마, 중국을 연결하는 유명한 스틸웰 로드의 재개를 위해 압둘 칼람 대통령에게 각서를 제출했다." (backup site)
- The Ledo Road; "Pick's Pike" follows Stilwell's advance in Burma Adapted for the internet from 라이프 매거진 1944년 8월 14일 발행. (칼 W. 바이든버너가 운영하는 CBI 웹사이트의 CBI 원본 문서 모사본 중 하나)
- A war-time engineering miracle (backup) in 미얀마 타임즈 Vol. 5, No. 99, 2002년 1월 21-27일
- McRae Jr., Bennie J. 858th Engineer Aviation Battalion LWF PUBLICATIONS
- 래티머 존, Burma: The Forgotten War, John Murray, (2004). ISBN 0-7195-6576-6. Chapter 13: 'Stilwell in the North'
- Reagan, Ronald (narraor). Stilwell Road (1945) A 51-minute documentary that, describes why and how the Ledo Road was built.
- Seay, Geraldine. "African Americans and the Ledo Stilwell Road. 보관됨 2012-02-26 - 웨이백 머신"
- Slessor, Tim (1957) . First Overland, Signal Books Ltd (2005), ISBN 1-904955-14-2.
- Tun, Khaing Recent photos of Ledo Road website of CBI Expeditions
- Webster, Donovan.  "The Burma Road: The Epic Story of the China-Burma-India Theater in World War" by ; Farrar, Straus and Giroux (US), Hardback (2003), ISBN 0-374-11740-3 also Pan (UK), Paperback (2005), ISBN 0-330-42703-2
- Weidenburner, Carl Warren. The Ledo Road
- Weidenburner, Carl Warren. Mile posts and time line
- Los Angeles Times: Burma's Stilwell Road: A backbreaking World War II project is revived.